# 邱忠男
邱忠男，台灣宜蘭人，中華民國陸軍將領，陸軍官校36期生，曾任憲兵學校校長、憲兵少將指揮官、憲兵司令部副參謀長、參謀長、副司令，2000年1月晉升陸軍中將、2001年9月任憲兵司令部代理司令、2002年2月轉任國家安全局特勤中心中將副指揮官。